# Klipplavmal
Klipplavmal (Infurcitinea albicomella) är en fjärilsart som beskrevs av Henry Tibbats Stainton 1851. Klipplavmal ingår i släktet Infurcitinea och familjen äkta malar. Arten är reproducerande i Sverige. Inga underarter finns listade i Catalogue of Life.